# Flotte étrusque

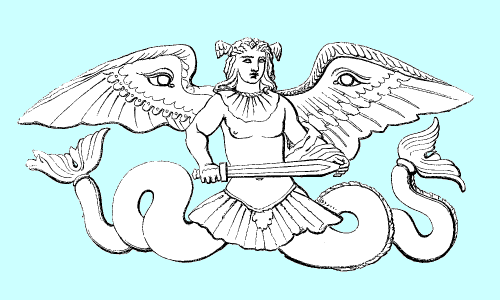
Divinité de la mer étrusque (peut-être Nethuns).

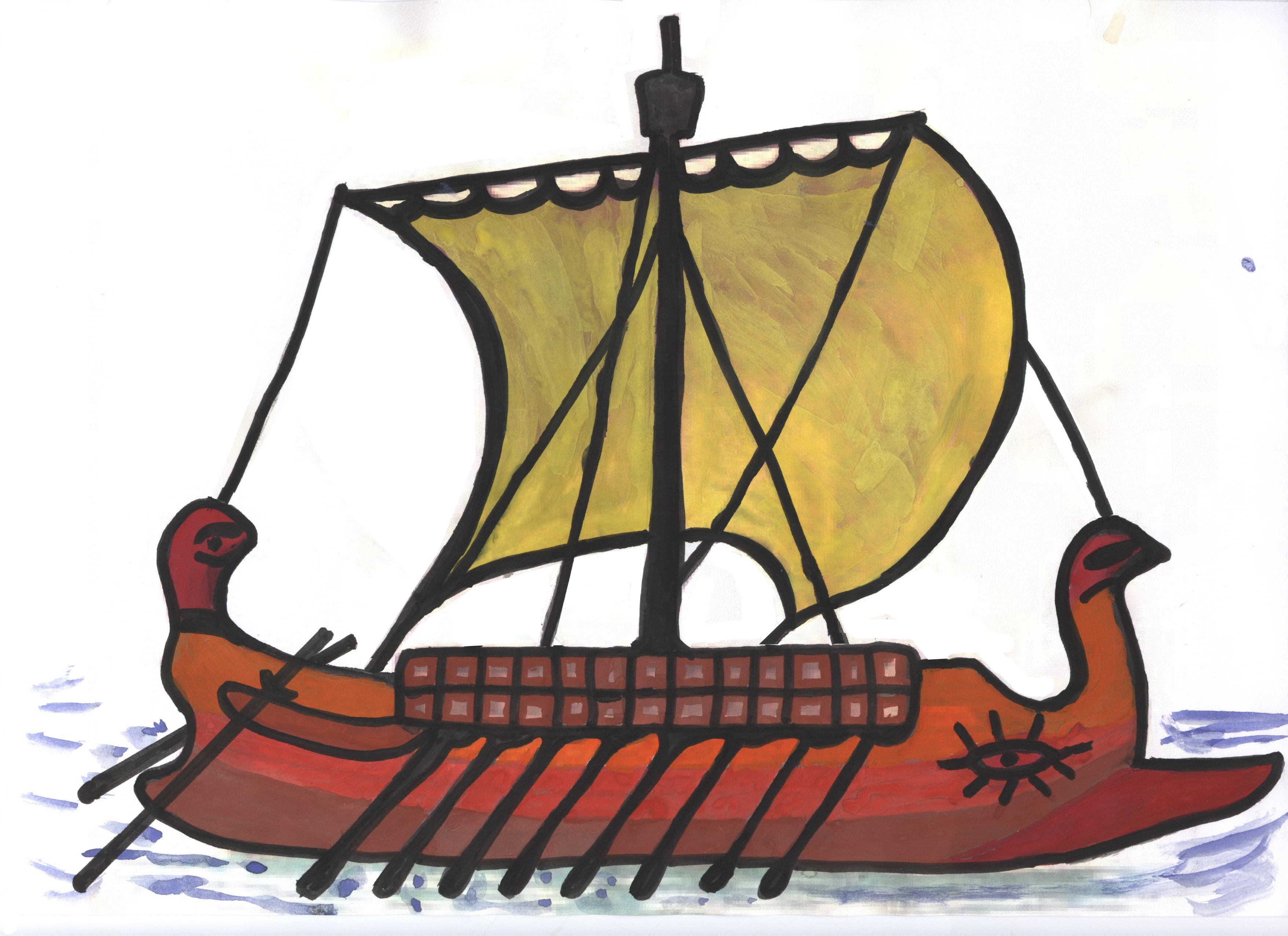
Navire pirate étrusque.

La flotte étrusque est un terme qui indique une convergence d'intérêts à dominante commerciale des villes côtières de l'Étrurie maritime, proches de Cerveteri (Caere), Tarquinia, Vetulonia et Populonia, qui unissaient leur flotte chaque fois que leur intérêt commun était menacé.

## Histoire
Fufluns, le Dionysos des Tyrrhéniens était une divinité très importante du panthéon étrusque. Fufluna (Populonia), ville dédiée à ce dieu était une ville maritime avec un port attitré.
Les Étrusques avaient des rapports commerciaux souvent conflictuels, parfois harmonieux, avec les autres peuples qui naviguaient en Méditerranée comme les Phéniciens et les Carthaginois. Une partie des Grecs les considéraient comme des pirates, même si à l'époque la piraterie était une pratique courante et faisait partie des diverses expéditions dites commerciales ou exploratoires.

« Voici que, dans leurs nefs aux solides bancs de rameurs, des pirates Tyrrhéniens arrivèrent rapidement sur la noire mer, et une destinée mauvaise les amenait. »

— Homère, Hymne à Dionysos, traduction de Leconte de Lisle, 1868.
Pendant la période de conflit avec les villes grecques, il s'agissait plutôt d'actions de guerre (corsaire) que de piraterie ou de vraies expéditions militaires.

« La puissance des Étrusques était si grande que leur renommée n'était pas uniquement sur terre, mais aussi sur la mer, sur toute l'extension de l'Italie, des Alpes jusqu'au détroit de Messine. »

— Tite-Live

## Caractéristiques des navires
Il est impossible de déterminer précisément le type de bateaux utilisés par les marins étrusques :
- Absence d’écrits originaux étrusques
- Rareté des preuves archéologiques.

### Caractéristiques par rapport aux témoignages des écritures
Les témoignages qui nous sont parvenus sont rares et indirects. Leur source est grecque et latine.
L'historien antique grec Denys d'Halicarnasse a écrit que « les Étrusques avaient une grande expérience dans la marine » et devaient donc maîtriser la construction de navires. 
Leurs contacts fréquents avec les Phéniciens et les Grecs, leur ont permis de parfaire leurs connaissances dans le domaine maritime. 
Les auteurs grecs et latins nous donnent quelques informations sur la structure et l'équipement des bateaux utilisés par les Étrusques : Pline l'Ancien évoque la contribution des Étrusques dans l'invention d'un éperon à des fins offensives (rostrum), tandis que Tite-Live parle de voiles de lin, de la quille, les côtes et les pièces internes en chêne et hêtre et les pièces plus exposées en bois d'épicéa et cire.  
Théophraste rapporte que les hêtres dont les troncs mesuraient une trentaine de mètres constituait à eux seuls la quille d'un navire tyrrhénien.
Les informations fournies par les auteurs anciens à l’apogée de l’activité navale étrusque sont les suivantes : 
- Les navires étrusques pouvaient atteindre trente mètres de long.
- Pour la construction de navires étaient utilisés des essences de bois comme le pin, sapin, hêtre et le chêne.
- Les bateaux avaient une coque avec une bonne ossature et revêtement, mât et des voiles de lin.
- Les bateaux étaient utilisés aussi bien pour des actions offensives et perturbatrices que pour les voyages et la pêche.

## Découvertes archéologiques

### Le monoxyle

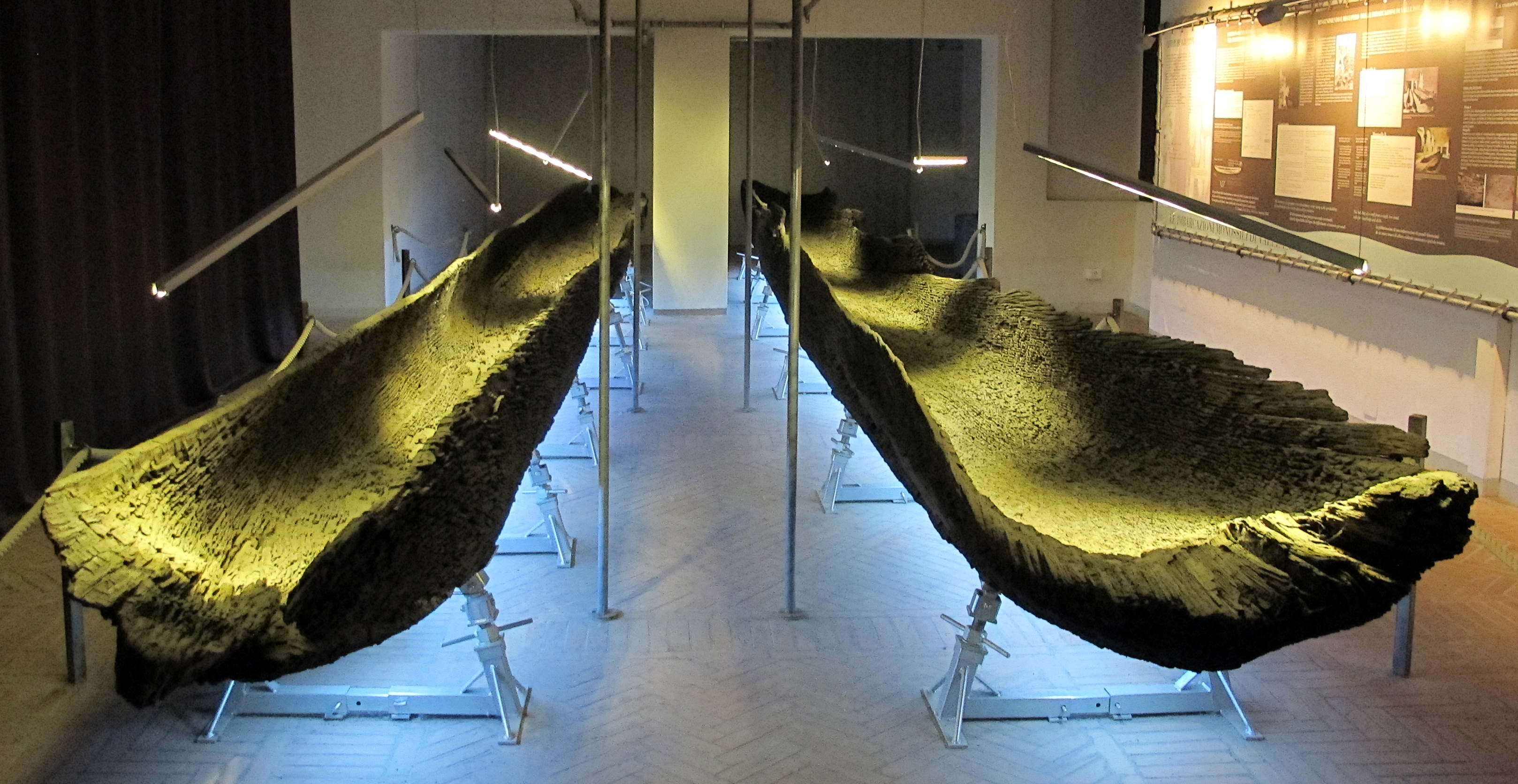
Barque monoxyle, musée de Ferrare

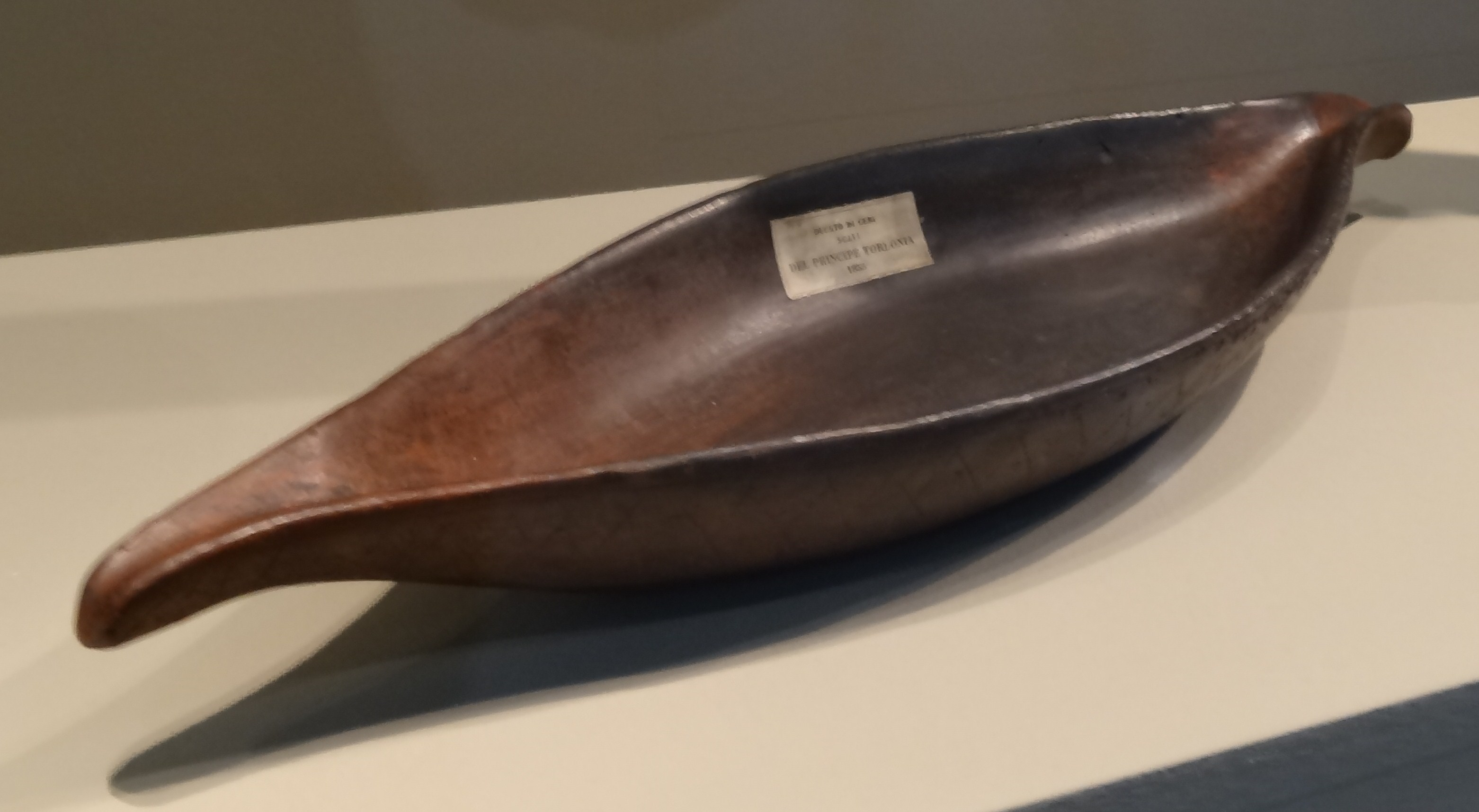
Modèle de barque

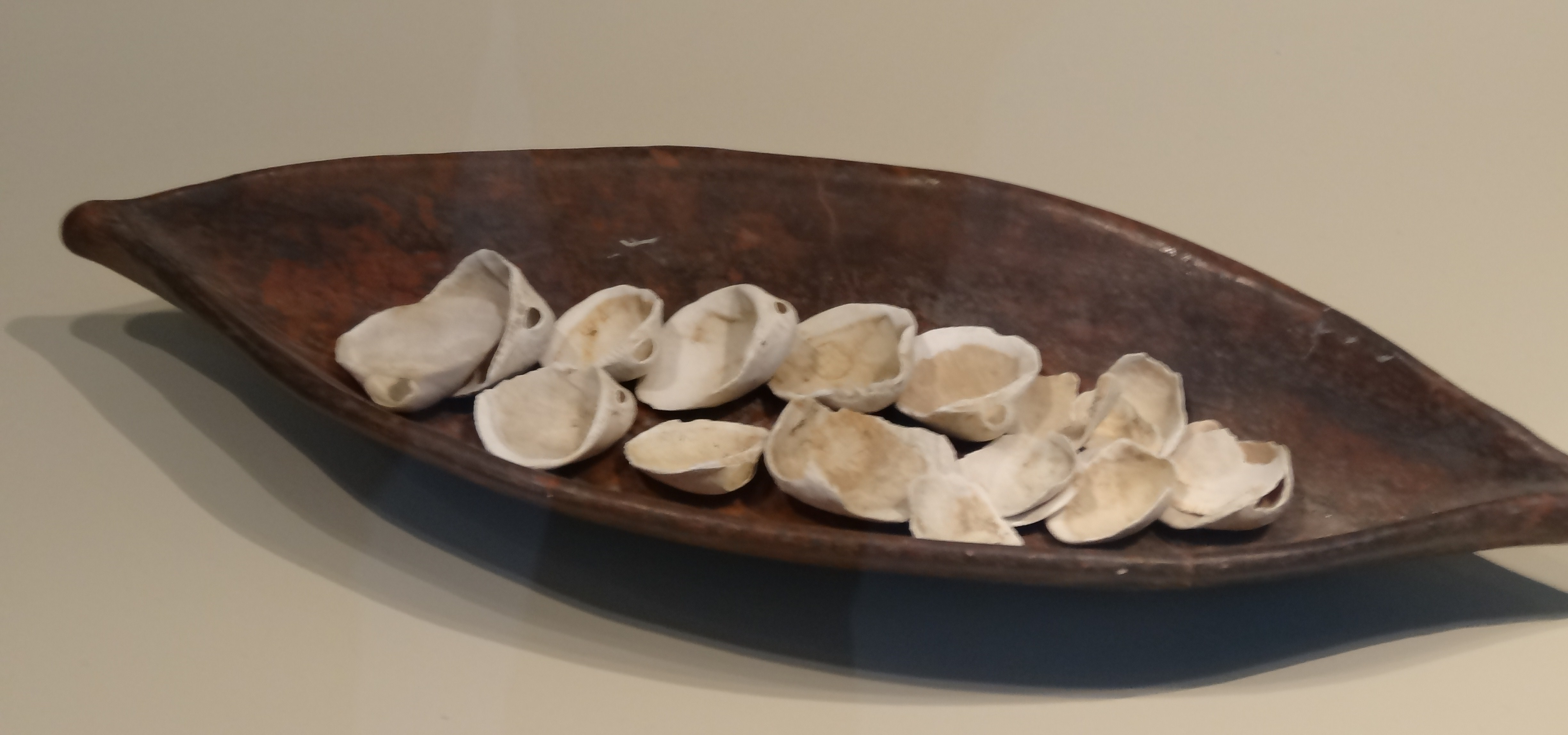
Modèle de barque

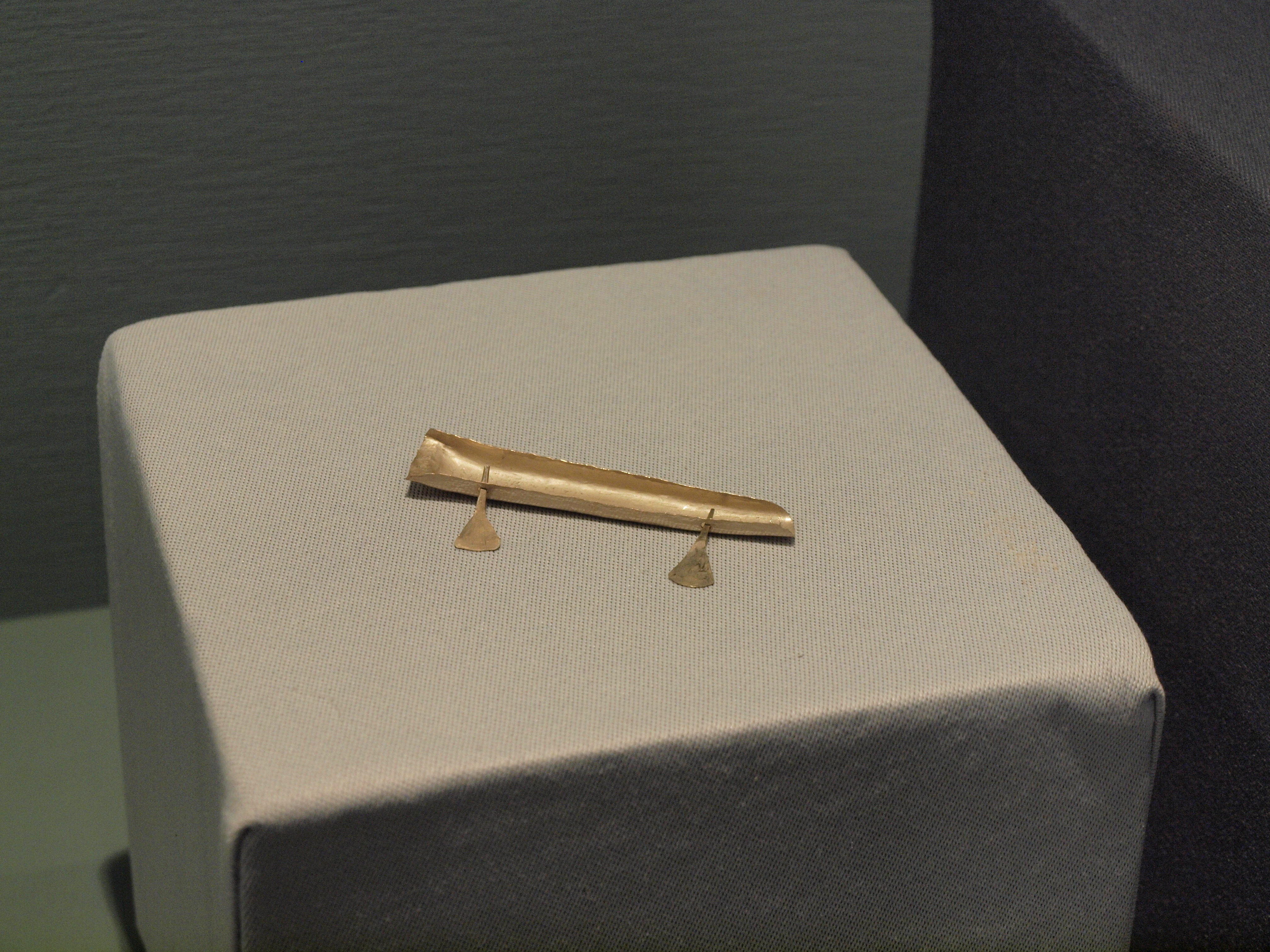
Bijou étrusque en or représentant une petite embarcation

Le terme monoxyle (du grec μόνος - seul, unique - χιλον - tronc-), terminologie grecque (μόνοσχιλον), fait référence au type d'embarcation obtenue à partir de l'évidage d'un tronc d'arbre. Le monoxyle constitue un témoignage sur l'aspect hypothétique de certains navires utilisés dans le cabotage et dans la pêche dans la période villanovienne. Trouvé à Sasso di Furbara, dans la zone sud de la Tolfa, le monoxyle a été daté de la seconde moitié du VIIIe siècle av. J.-C. et était utilisé comme sarcophage.

### Autres découvertes
Les trouvailles les plus importantes concernant l’aspect, la nature et l'apparence des navires étrusques (ou au moins des navires utilisés par les habitants de l'Étrurie), datent de la période archaïque étrusque.
La difficulté d'identifier une épave comme « étrusque » provient de l'absence d'éléments de comparaison et d’informations spécifiques sur la nature exacte des navires étrusques. 
Parmi les épaves connues et étudiées, aucune ne peut être considérée de façon certaine comme étrusque ; en effet les chargements ne sont pas assez homogènes et ne contiennent pas une quantité suffisante de matériel étrusque permettant d’en déterminer l’origine. 
De ce fait, bien que des amphores étrusques aient été trouvés en Étrurie, dans le Latium, en Campanie, en Sicile, en Corse, en Espagne ainsi que dans le Sud de la France, on ne possède aucune certitude quant à l'identité des navires.
Parmi les principales découvertes :
- Cap d'Antibes (1955). Ce navire dont la datation du sinistre est estimée dans la première moitié du VIe siècle av. J.-C. provient probablement du port de Vulci ou Pyrgi, le port officiel de Caere (Cerveteri) avec deux cents amphores étrusques, des vases et pots de buccheri étrusco-corinthiens, un jas d'ancre en plomb, une lampe à huile phénicienne ou punique. L'épave et son chargement ont été considérés d'origine étrusque, mais elle ne donne pas d'informations utiles sur la structure du navire.
- L'épave de Bon Porté (fin du VIe siècle) trouvée au large de la côte de Saint-Tropez. Ce navire avait un chargement d'amphores étrusques pour les trois-quarts, le reste provenant de Grèce. Cette épave fait partie des quelques exemples des modèles à « coque cousue » (suitiles Naves). Il n'y a aucune certitude que cette épave soit étrusque car il manque des inscriptions et l'équipement de bord qui pourraient donner des informations plus précises sur l'origine du navire.

Vu que les sources littéraires et archéologiques sont rares et incertaines, la représentation des bateaux utilisés en Étrurie est concevable presque exclusivement sur la base de sources iconographiques, c'est-à-dire par les reproductions de gravures ou dessins par les Étrusques mêmes de leurs navires et de leur vie par rapport à la mer. 

#### Navires d'époque villanovienne
Les seuls documents pertinents sur la connaissance des bateaux utilisés en Étrurie dans la période de Villanova, la plus ancienne période de l'histoire étrusque, sont constitués par les nombreux modèles de bateaux en argile trouvés dans les tombes des centres du sud, principalement les régions côtières ou près des rivières.
Ces imitations de petits navires, que les Étrusques ont enterré leurs morts avec d'autres objets votifs, comme toutes les miniatures villanoviennes trouvées dans les tombes, elles devaient représenter les activités que le défunt exerçait ou dans lesquelles il s'était distingué lors de sa vie terrestre.  De ce fait, les activités liées à la navigation devaient avoir une grande importance pour les Villanoviens comme source de richesse et de prestige.
Les modèles retrouvés nous permettent d'identifier différents types de bateaux :
- Bateaux à coques symétriques et arrondies, avec fond plat ou en saillie.

- Les modèles à fond plat ont été retrouvés essentiellement à Tarquinia (avec une tête d'oiseau à l'avant).
À Cerveteri et Campi Bisenzio ont été retrouvés des miniatures de bateaux à voile adaptés à la mer mais sur des distances courtes et proches de la côtes. Ce type était également présent dans la mer Tyrrhénienne du Nord. Les coques étrusques sont trapues et massives, probablement à cause des conditions de mer différentes dans les deux parties de la Méditerranée. Le même type de bateau est peint sur un vase, le plus vieux connu à ce jour avec la représentation d'un navire, qui a été retrouvé à Bisenzio.

- Les modèles à fond de coque plus carénés, c'est-à-dire en saillie avec une coque arrondie et volumineuse, plus adaptés au transport des marchandises, plus appropriés pour le transport sur de grandes distances. Certains exemplaires plus anciens montrent également des détails importants concernant la structure et l'équipement : quille évidente, armatures intérieures, voiles et rames.

### Représentations dans les tombes

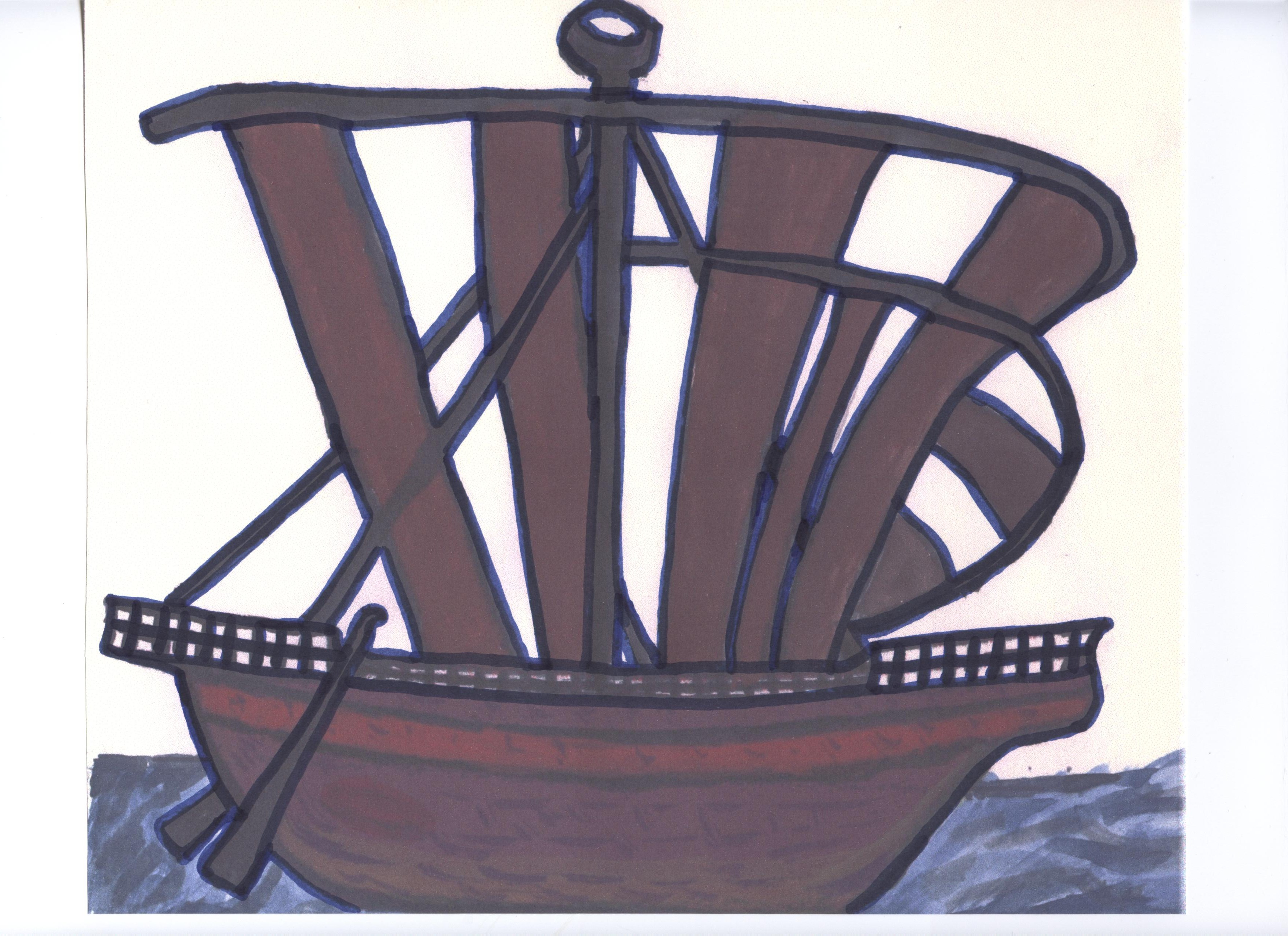
Navire marchand étrusque du inspirée de la fresque de la Tombe du Navire.

Même si les riches objets trouvés dans des tombes datant de la  période orientalisante, c'est-à-dire entre 700 et 550 av. J.-C., sont arrivés en Étrurie grâce au développement des échanges et des contacts par mer, ceux-ci ont été enterrés avec les morts afin de témoigner de la richesse et du prestige que ces hommes avaient atteint grâce à leurs activités maritimes.
Les maquettes des bateaux étaient ainsi devenues un des symboles les plus visibles de la puissance des principes, sans être pour autant les seuls objets ayant montré l'importance de la navigation et du commerce en Étrurie. 
Les activités maritimes menées dans les villes côtières ont été en fait bien documentées dans des scènes peintes, gravées, sculptées ou reproduits en bas-relief sur les céramiques, bronzes, ivoires ainsi que dans la peintures de la Tombe du Navire de la nécropole de Monterozzi. 
Les maquettes de bateaux ont été presque toujours découvertes dans les tombeaux des villes intérieures, souvent sur les bords de rivières et de lacs ou dans les ports côtiers près des embouchures des rivières.  Cela peut expliquer pourquoi les modèles de cette période représentent des bateaux à fond plat mince et léger, avec des extrémités symétriques affilées, adaptés aux eaux intérieures ou limités à la navigation dans les marais côtiers, à l'embouchure des rivières ou à de courts parcours côtiers. Les activités de ce type de navire pouvait concerner le petit commerce, la pêche et le transport de personnes sur de courts trajets.

### Représentations sur les vases

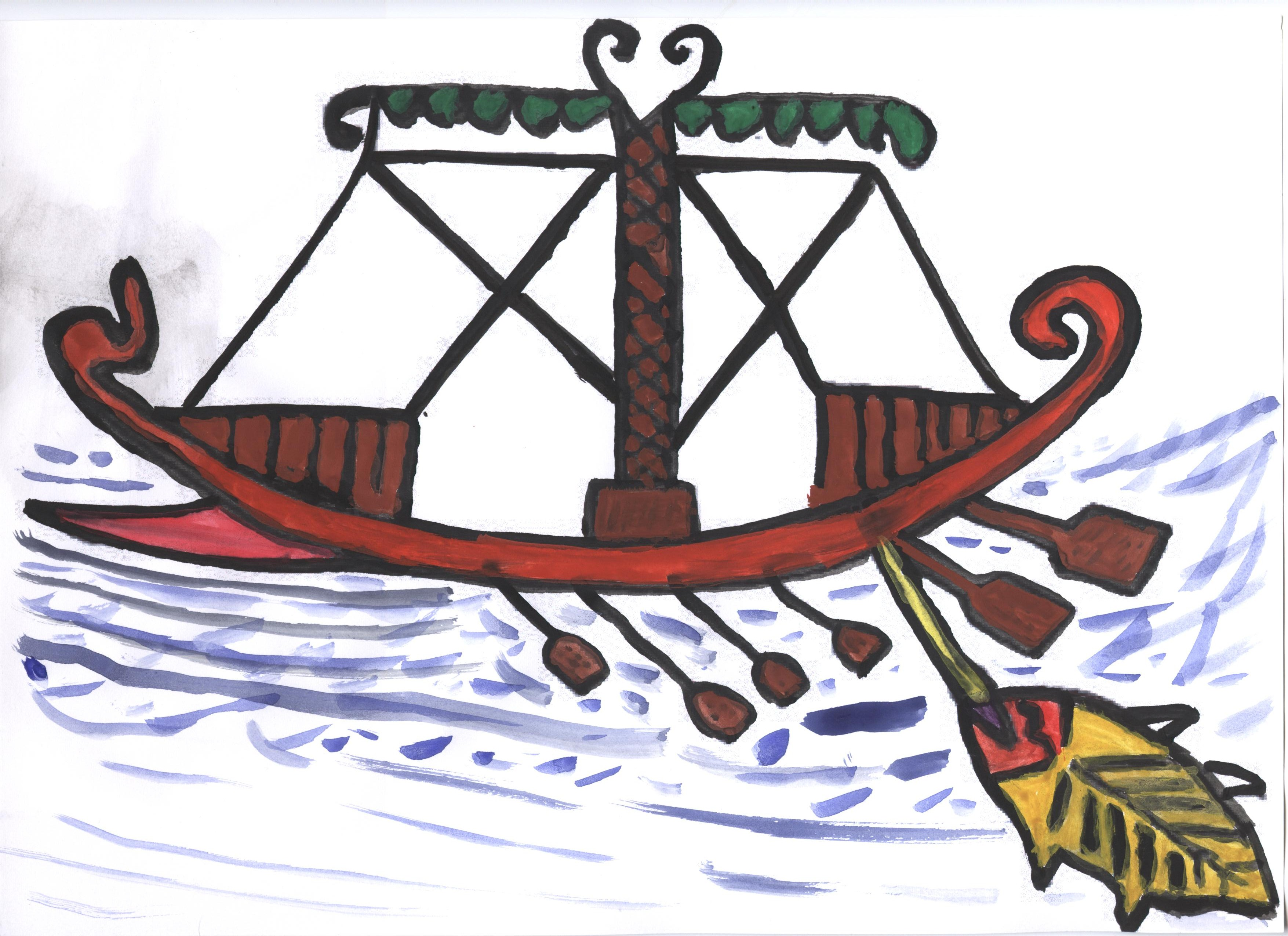
Navire étrusque du début du d'après un dessin tracé sur un vase

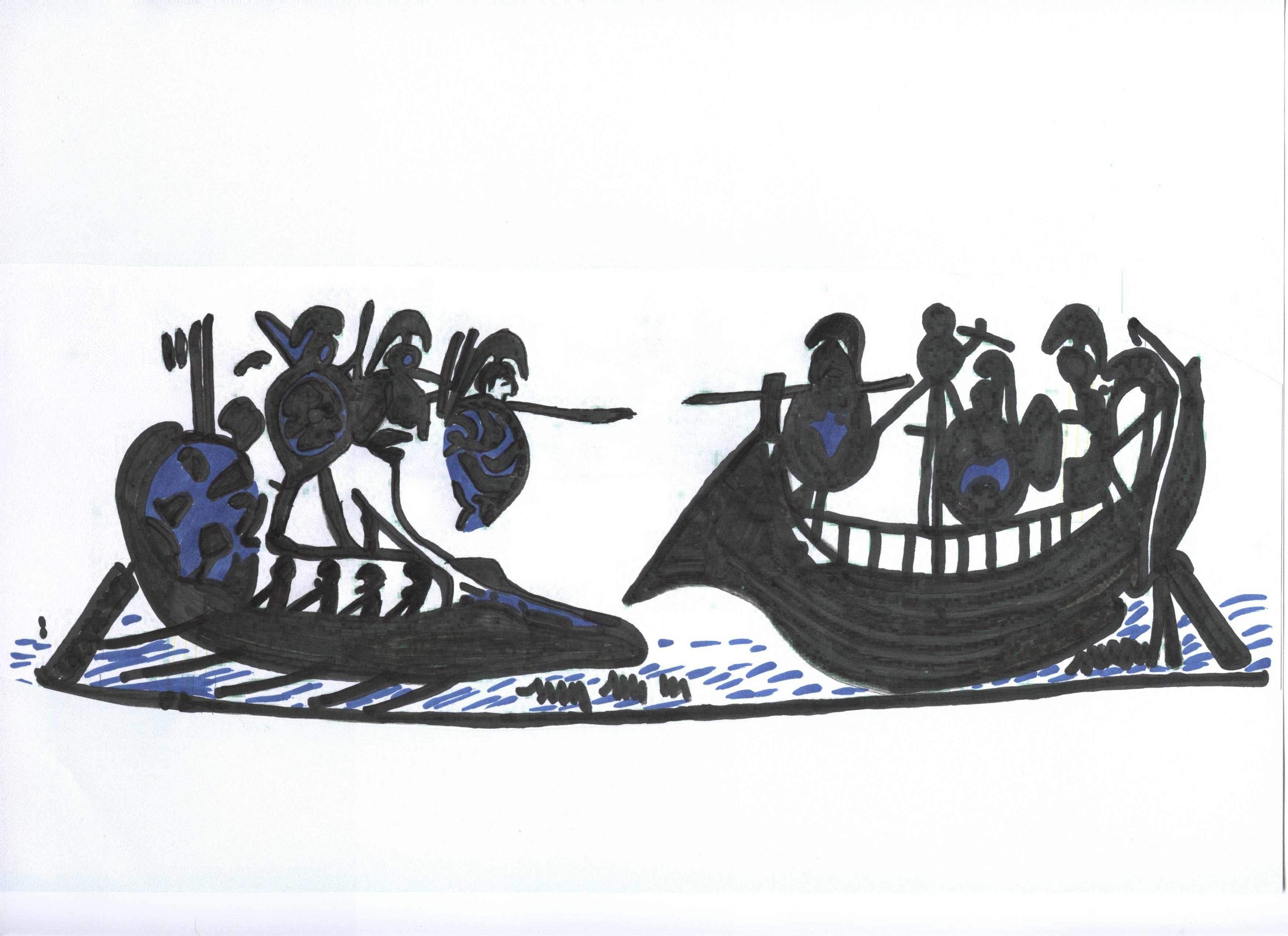
Scène de bataille, cratère d'Aristonothos

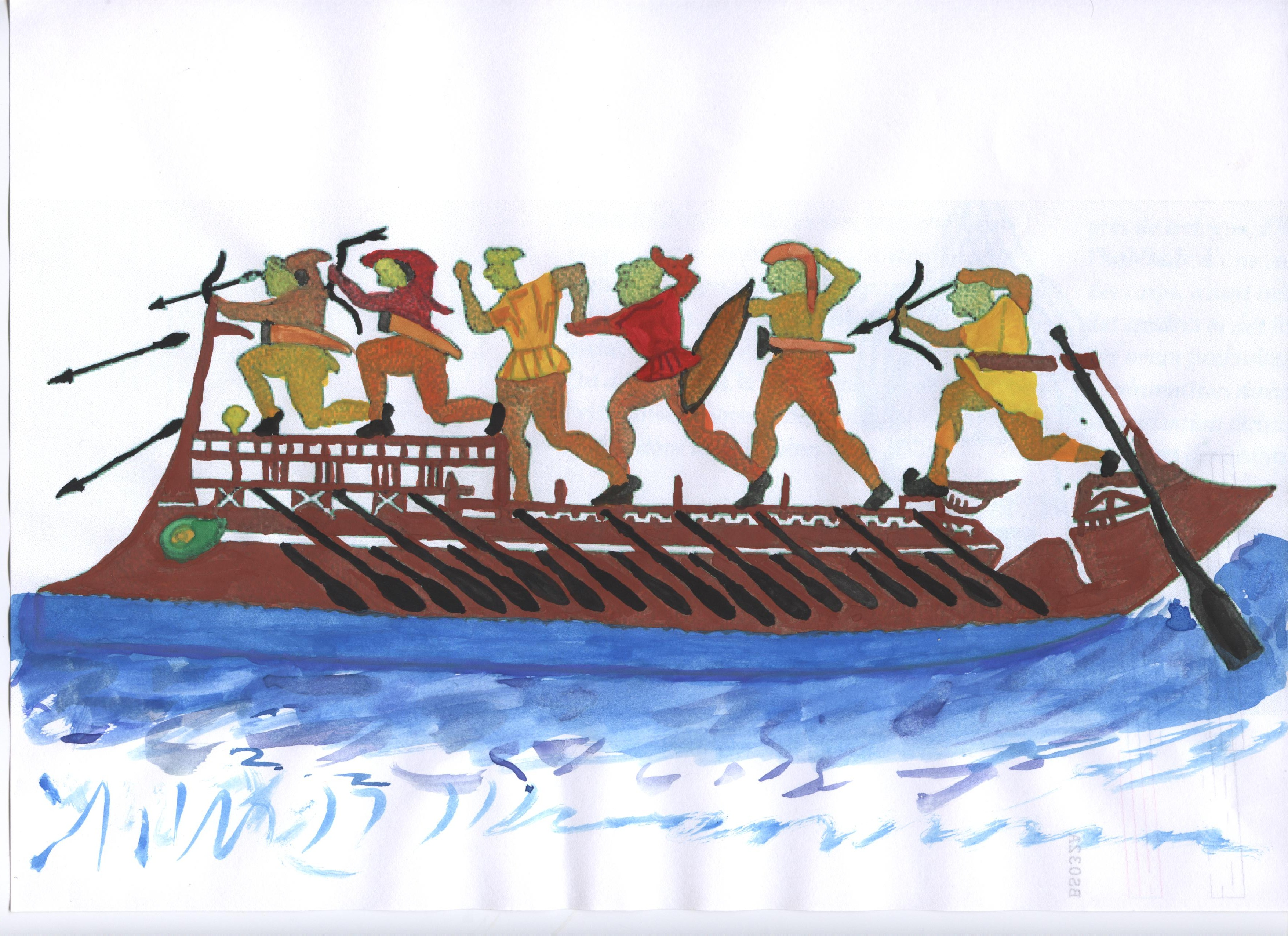
Combat naval

Les navires habituellement reproduits sur les vases et autres objets sont toujours de taille importante et présentent des caractéristiques qui démontrent leur aptitude à la navigation en mer. Ils sont souvent décrits dans les scènes narratives donnent des orientations sur les activités qu'ils exercent. 
La représentation reproduit souvent un type de navire qui, en raison de ses caractéristiques particulières, peut être considérée comme original et défini donc comme « étrusque ».

### Influences extérieures
Au départ, la forme des navires utilisés en Étrurie a été fortement influencée par les modèles de la mer Égée, en particulier ceux des Corinthiens, et Phéniciens. Par la suite, malgré les inévitables influences persistantes des flottes sillonnant la Méditerranée, les navires étrusques à en juger par les peintures, ont assumé leur propre identité.

### Navire étrusque orientalisant
Le navire étrusque orientalisant reproduit avec une coque très large et vaste a une forme particulière, principalement caractérisée par la présence constante d'un grand éperon (rostrum) à la proue.  
Le navire était destiné au commerce, mais la présence de concurrents puissants et les conditions de vie souvent belliqueuses ont imposé l'utilisation d'un bateau pouvant répondre à toute éventualité, permettant un usage mixte.  

« Parmi les grandes inventions navales, un certain Pisaeus Tyrrheni... a ajouté un rostre au navire rond pour en faire un navire de guerre. »

— Pline l'Ancien, VIII,209
Le même bateau, par exemple, est présent dans des scènes de pêche, de navigation commerciale et dans les batailles navales. Le rostre pouvait non seulement servir à éperonner les navires ennemis, mais pouvait aussi être utile afin d'assurer la stabilité et une meilleure flottabilité. 
Les navires de guerre étaient fuselés et longs d'une trentaine de mètres. La force motrice était constituée par l'action de rameurs disposés sur une ou deux rangées. La force du vent était aussi utilisée mais d'une manière auxiliaire.  
À l'origine les embarcations étaient dépourvues de pont, mais progressivement elles furent dotées d'un pont supérieur où prenaient place les marins et les soldats.
Le rostre était inséré sur la proue du navire. Celui-ci affleurant la surface de l'eau était utilisé lors des combats afin d'éperonner les navires ennemis (les Grecs leur reconnaissent cette invention avec la trompette.
Autre innovation étrusque : le perfectionnement de l'ancre marine, et la trompette d'attaque, d'abord utilisée lors des combats marins.
Ces particularités sont la démonstration de l'expérience acquise par les Étrusques dans le domaine de la construction navale. 
L'ascension de la puissance étrusque a atteint son apogée entre le VIIe  et le Ve siècle av. J.-C., mais surtout au VIe siècle av. J.-C. Cette période est appelée Thalassocratie (domination maritime), De nombreux principes et marchands s'équipaient de flottes et développèrent les ports et les chantiers navals.
L’expérience maritime des Étrusques est largement reconnue par des sources écrites ou matérielles. Un topos, le Cratère d'Aristonothos provenant de Caere, daté de 650 av. J.-C. représente le combat entre un navire grec et un autre étrusque.

### Technique de construction des coques

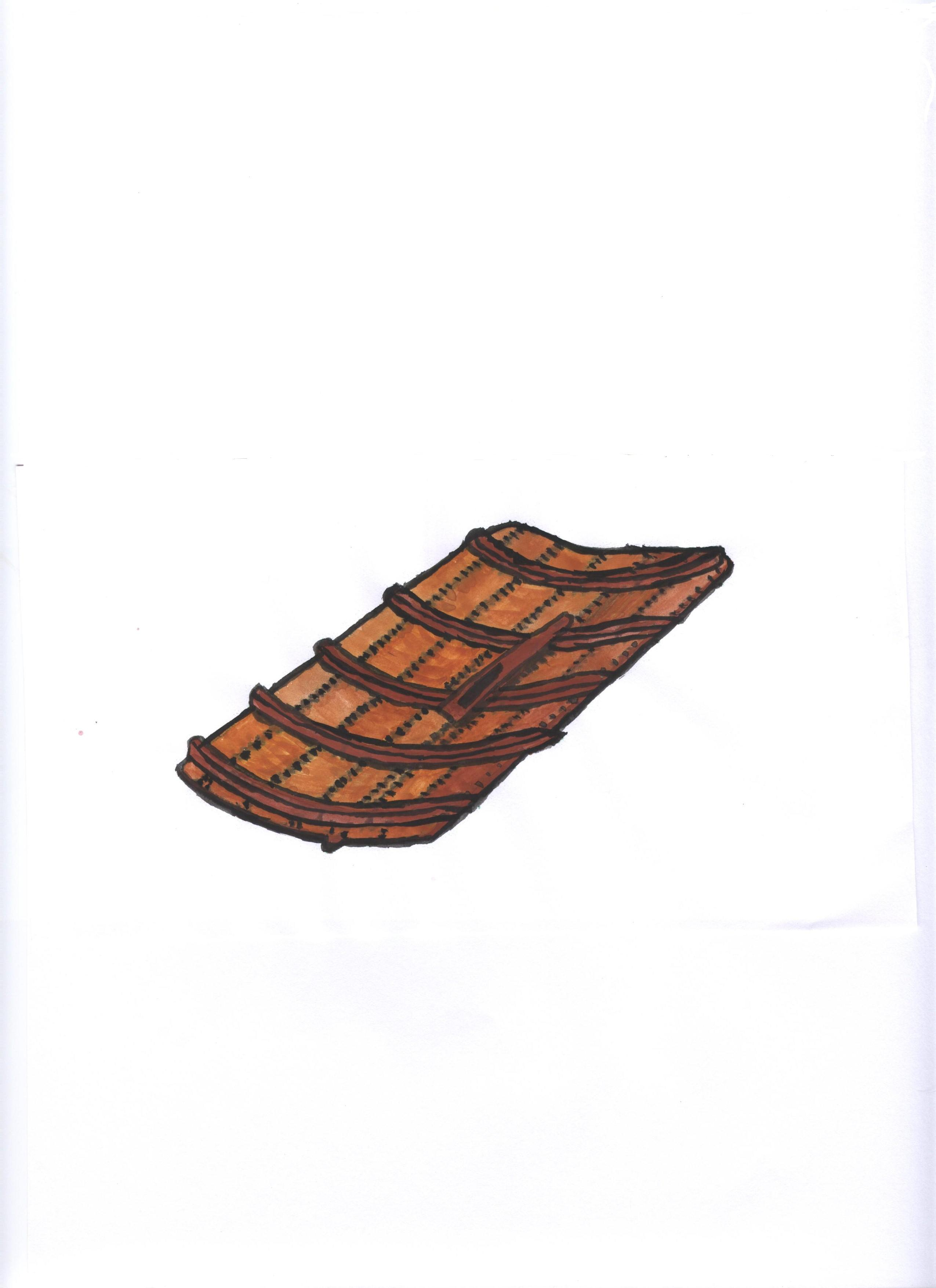
Détail de la coque cousue d'une épave étrusque trouvée dans la baie de Bon Porté à Ramatuelle dans le Var.

En ce qui concerne la technique de construction des coques, les représentations picturales nous donnent des informations confirmées par certaines découvertes archéologiques. 
Les coques étrusques sont construites avec une technique également employée en Égypte antique et décrite par Homère :  les divers éléments de la coque sont « cousus » par des liens de lin, chanvre, racines, branches de saules ou autre matière végétale, le tout étant poissé afin d'assurer l'étanchéité. Dans un deuxième temps des éléments constituant le squelette de renforcement du navire sont fixés sur la coque. La coque d'un navire étrusque coulé dans la baie de Bon Porté à Ramatuelle dans le Var a mis en évidence cette technique.

### Étude des bateaux
L'étude des bateaux utilisés en Étrurie depuis l'antiquité est également utile pour comprendre quels types de transport étaient possibles et ont été réalisés lors des différentes périodes de l'histoire étrusque. L'importance de la navigation à l'époque florissante du grand commerce et de la culture orientalisante sont confirmées par les représentations de navires servant de « logos » ou de sceaux aux armateurs qui ont contribué à la richesse et au prestige des centres et des hommes engagés dans ces activités.

### Technique de combat

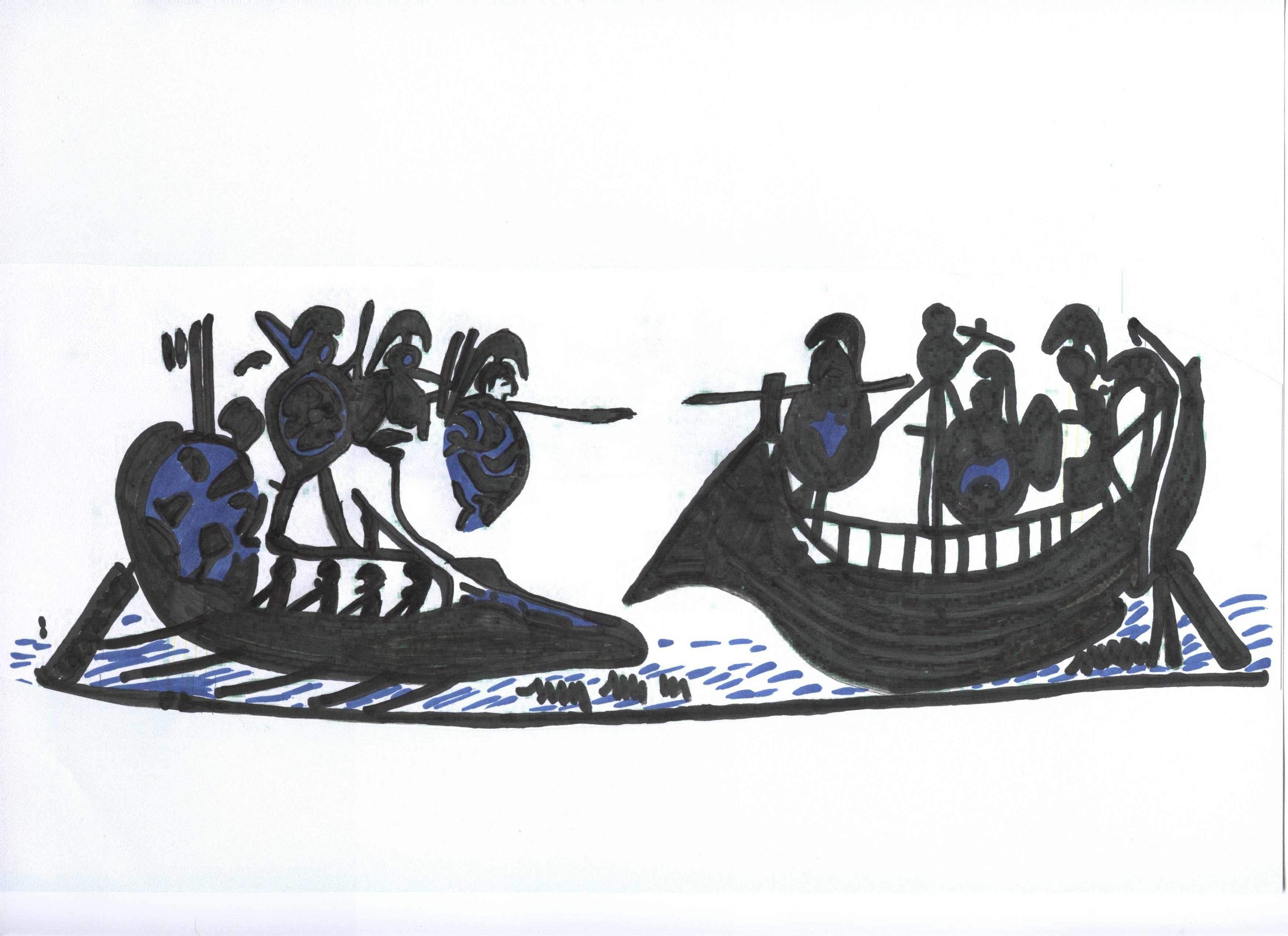
Scène de bataille (cratère de Aristonothos).

En mer la technique de combat était celle de la manœuvre et de l'éperonnage, le succès étant fonction de l'habileté des équipages et de la vigueur des rameurs.
L'approche entre navires était accompagnée par un dense lancer de projectiles souvent enflammés. La trompette d'attaque était chargée de jeter l'effroi chez l'adversaire ; une fois l'accostage effectué, les équipages cherchaient à s'atteindre par l'intermédiaire de longues lances. Quand des contingents d'infanterie étaient embarqués et que le but était la capture du navire et de son chargement, on avait recours à l'abordage et au combat au corps à corps. 
La navigation étant très dangereuse pendant la période hivernale, les opérations navales étaient interrompues.

### Principaux faits d'armes maritimes
VIe siècle av. J.-C.
- 550 : alliance étrusco-carthaginoise contre les Grecs.
- 540 : victoire navale étrusco-carthaginoise au large d'Alalia (Corse).

Ve siècle av. J.-C.
- 474-453 : victoires de Syracuse sur la flotte étrusque au large de Cumes.

IVe siècle av. J.-C.
- 374 : pillage de Pyrgi par Denis Ier de Syracuse et fin de la maîtrise maritime étrusque sur la mer Tyrrhénienne.

### Fin de la flotte étrusque
Après la fin de la domination étrusque, certains centres urbains continuèrent leur activité sous la domination de Rome en apportant leurs compétences aux Romains lors des guerres puniques et contribuèrent à la naissance de leur puissance maritime.